# DOLLS ORDER
Dolls-Order是gumi开发的動作遊戲，以無體力制為遊戲賣點之一，遊戲中以中世紀大不列顛素材為背景題材。開頭動畫監督及世界觀修監是「水島精二」，背景主題是「甲田雅人」，楽曲及音響制作協力為noisycroak的『坂本英城』，企劃及製作為gumi - studio Weiß主力開發，角色設定為「イセ川ヤスタカ」、「じじ」、「戸部淑」等。截至2018年11月14日，遊戲下載人數已突破60萬人次。

## 遊戲系統
遊戲為基本免費（道具付費），以遊戲中的「人偶」在場地內進行對戰，以固有的技能和必殺技能擊敗對方。遊戲分別有故事模式及實時對戰模式等玩法。故事模式可同時邀請1名玩家參戰，而實時對戰模式是排位戰為主，排名由G10至最高L1，每場新活動舉行時玩家的排名會下降一級並重新計算，排名將影響遊戲活動中取得的獎勵和活動積分，玩家將可利用活動積分換取不同獎勵。此外，此對戰模式會於配對後與另外3名玩家在3分鐘內進行2 ON 2的戰鬥。遊戲中的人偶可用不同屬性的結晶在進化樹中為人偶進行強化，當人偶達成一定等級可解鎖支線劇情。人偶有好感度設定，目前最高等級為10，達到等級時會解鎖配色限制。

## 遊戲簡介
持續進化並達到技術奇點的人工智能被命名為亞瑟。紛爭，貧困，環境破壞......讓亞瑟繼續選擇解決任何問題的最佳解決方案同時，不知不覺人类委托世界的裁定。
然而，隨著亞瑟開始消滅人類，“亞瑟的叛亂戰爭”爆發了。
在亞瑟和機械騎士“人偶”之下，
從絕望深淵拯救了人類的為一位人偶。
在亞瑟卒領下的十二個騎士“圓桌騎士團”之一的人偶，
蘭斯洛特帶領其他圓桌騎士並站在人類的一邊。
戰鬥的趨勢傾向於人類，因為蘭斯洛特討伐了亞瑟，戰爭已經結束。
世界遭到破壞，文明退卻了，但人類倖免於難。蘭斯洛特的新治理機制“卡美洛”獲得了世界裁定、它再次被受託了。

## 登場人物
本作的角色都與『圓桌騎士』有關。
歐文（聲：水瀬いのり）
身長：135cm　型式番号：UW01-03
蘭斯洛特（聲：花澤香菜）
身長：156cm　型式番号：LA01-03
高文（聲：釘宮理恵）
身長：158cm　型式番号：GA01-03
加雷斯（聲：茅野愛衣）
身長：153cm　型式番号：GA04G-03
格妮薇兒（聲：藤井ゆきよ）
身長：154cm　型式番号：GU01-03
路坎（聲：高森奈津美）
身長：146cm　型式番号：LU01-03
貝德維爾（聲：三森すずこ）
身長：155cm　型式番号：LU02B-03
凱（聲：巽悠衣子）
身長：156cm　型式番号：KA01-03
亞格拉賓（聲：佐々木李子）
身長：158cm　型式番号：GA02A-03
摩高斯（聲：植田佳奈）
身長：159cm　型式番号：MO01-03
鮑斯（聲：斎藤千和）
身長：156cm　型式番号：LA02B-03
加拉哈德（聲：佐倉綾音）
身長：159cm　型式番号：LA03G-03
摩根（聲：能登麻美子）
身長：164cm　型式番号：MO02M-03
梅林（聲：田中あいみ）
身長：122cm　型式番号：ME01-03
加荷里斯（聲：茅野愛衣）
身長：153cm　型式番号：GA03G-03
珀西瓦里（聲：竹達彩奈）
身長：162cm　型式番号：PE01-03
崔斯坦（聲：佐藤あずさ）
身長：171cm　型式番号：TR01-03
伊索德（聲：五十嵐裕美）
身長：151cm　型式番号：TR02I-03
薇薇安（聲：たかはし智秋）
身長：167cm　型式番号：VI01-03
莫德雷德（聲：井口 裕香）
身長：165cm　型式番号：MO03M-03
薩格拉墨（聲：悠木 碧）
身長：155cm　型式番号：SA01-03
迪拿丹（聲：小林 愛香）
身長：157cm　型式番号：DI01-03
羅恩格林（聲：斉藤 朱夏）
身長：163cm　型式番号：PE02L-03
荷拉薇（聲：佐々木李子）
人偶與人類的橋樑般的存在。卡美洛的廣報官，管理著騎士團及副官，在偶像活動等多方面活躍。

## 合作活動登場人物
絆愛
轟雷（聲：佳穂成美）
安姬蒂特（聲：山村響）

## 樂曲一覽
戰鬥主題曲
『Imperfect』
歌：佐々木李子
作詞・作曲：Nutz
編曲：大西省吾(agehasprings)

## 外部連結
- DOLLS ORDER官方網站（日語）